# Gósol (kommun)
Gósol är en kommun i Spanien.   Den ligger i provinsen Província de Lleida och regionen Katalonien, i den nordöstra delen av landet, 500 km öster om huvudstaden Madrid. Antalet invånare är 221. Arean är 56 kvadratkilometer. Gósol gränsar till Josa i Tuixén, Saldes, Fígols, Guixers och La Coma i la Pedra. 
Terrängen i Gósol är kuperad åt sydväst, men åt nordost är den bergig.